# 大蔵省接待汚職事件
大蔵省接待汚職事件（おおくらしょうせったいおしょくじけん）とは、1998年（平成10年）に発覚した大蔵省を舞台とした汚職事件である。大蔵省の職員らが銀行から接待を受けた際に、中国人女性が経営する東京都新宿区歌舞伎町のノーパンしゃぶしゃぶ店「楼蘭」を頻繁に使っていた事が発覚（店名の楼蘭は、新疆ウイグル自治区の地名）した事から通称・ノーパンしゃぶしゃぶ事件とも言われている。
官僚7人（大蔵省4人、大蔵省出身の証券取引等監視委員会の委員1人、日本銀行1人、大蔵省OBの日本道路公団理事）の逮捕・起訴に発展。起訴された官僚7人は、執行猶予付きの有罪判決が確定した。この責任を取り三塚博大蔵大臣と松下康雄日本銀行総裁が引責辞任し、財金分離と大蔵省解体の一つの要因となった。

## 概要
第一勧業銀行総会屋利益供与事件において、大蔵省の検査の甘さにより総会屋への融資拡大が焦げ付きを招いた問題が浮上した。それをきっかけとして、東京地方検察庁特別捜査部は捜査を開始。特捜部は過去の強制捜査や任意提出で都市銀行、長期信用銀行、大手証券会社などから業務日誌や接待伝票を把握した。

### 時系列
- 1998年1月18日、東京地検特捜部は日本道路公団の外債発行幹事証券会社の選定に際し、野村證券から贈賄があったとして、公団経理担当理事(大蔵省OB)と、野村證券の元副社長らを贈収賄の容疑で逮捕[1]。
- 1月26日、東京地検特捜部はあさひ銀行・第一勧業銀行・三和銀行・北海道拓殖銀行から贈賄を受け検査日程を漏らしていたとして、大蔵省検査官2人を逮捕[2][1]。
- 3月5日、東京地検特捜部は、大蔵官僚2人を野村証券への収賄容疑にて逮捕[3]。
- 3月11日、東京地検特捜部は日本興業銀行・三和銀行から収賄を受け機密情報を流出させたとして、日本銀行証券課長を逮捕[3]。
- 4月27日、大蔵省は民間金融機関に関する内部調査の結果を公表し、大臣官房審議官（銀行局担当）の杉井孝を停職、証券局長の長野庬士らを減給とする等、計112人（停職1人・減給17人・戒告14人、訓告22人、文書厳重注意33人、口頭厳重注意25人）に対する処分を行った。

## 関係者一覧
- 逮捕
  - 日本道路公団 経理担当理事（大蔵省OB）[1]
  - 大蔵省 証券局総務課 課長補佐[2]
  - 大蔵省 証券取引等監視委員会 上席証券取引検査官[2]
  - 大蔵省 金融検査部金融証券検査官室長[3]
  - 大蔵省 金融検査部管理課 課長補佐[3]
  - 日本銀行 営業局証券課長[3]
- 辞任
  - 大蔵大臣 三塚博
  - 日銀総裁 松下康雄
  - 大蔵省 事務次官 小村武
  - 大蔵省 銀行局長 山口公生
  - 大蔵省 銀行局担当審議官 杉井孝[4]
  - 大蔵省 銀行局保険第一課 課長補佐
  - 大蔵省 証券局長 長野庬士[4]
  - 大蔵省 主計局次長 中島義雄[5]　
  - 他多数
- 自死
  - 大蔵省 銀行局 金融取引管理官
  - 日本銀行理事 鴨志田孝之（1998年5月2日）
  - 第一勧業銀行元頭取（元会長） 宮崎邦次

## その他
- この事件がきっかけとなって注目された、キャリア大蔵官僚が20代後半で税務署長を務める人事慣行（若殿研修）は「宴席で上座に座らされ、過剰なエリート意識を生んだ」として、若手キャリア官僚の税務署長出向が接待慣れの温床になってると批判が相次いだことを受け、当時の松永光大蔵大臣も見直しを表明した。1998年度は自粛し、1999年度から税務署長は原則として35歳以上とする方針が発表される形で、若手キャリア官僚の税務署長出向の人事慣行は廃止となった[6][7][8]。
- この事件がきっかけとなって、国家公務員倫理法（1999年8月公布）が制定された。
- 同事件直後の1998年3月に長銀事件（および日債銀事件）がおき、日本長期信用銀行は金融再生法の適用第一号となりおおよそ7兆8000億円の公的資金が投入された。その後、日本長期信用銀行は日本政府による瑕疵担保条項付き（SBI新生銀行#批判を参照）で米投資会社リップルウッドに凡そ10億円の破格値で売却された。2004年2月、長銀改め新生銀行（現・SBI新生銀行）として東証に上場した際の株式売却益としてリップルウッドは凡そ5400億円の利益を収めたとされている。
- 1998年6月に金融監督庁が設置され、さらに大蔵省は金融庁および財務省へ分割された（財金分離）。

## 関連書籍
- 村山治『市場検察』文芸春秋、2008年。ISBN 4163701605